# Пакт Еберта — Ґренера
Пакт Еберта-Ґренера (нім. Ebert-Groener-Pakt) — секретна угода про спільну протидію ліворадикальним угрупуванням, яку під час Листопадової революції 1918 в Німеччини уклали голова Соціал-демократичної партії Німеччини, член Ради народних уповноважених Фрідріх Еберт і голова Вищого військового командування генерал Вільгельм Гренер.
10 листопада 1918 в телефонній розмові з Ебертом Гренер запевнив новий уряд у вірності рейхсверу. Їх загальними цілями були відновлення порядку, відсіч більшовизму і дисципліна в армії для захисту держави. З метою контролю військове керівництво видало розпорядження про створення рад робітничих і солдатських депутатів, але згідно з пактом між Ебертом і Гренером офіцери залишалися в одноосібному підпорядкуванні Гренера, а Генеральний штаб розпочав організацію повернення військ з фронту додому.
Цією угодою Еберт мав намір упорядкувати перехід країни від монархії до демократії, але пакт привів до кривавого придушення соціалістичних повстань. На початковому етапі пакт стабілізував засновану в результаті революції Веймарську республіку, але в довгостроковій перспективі гальмував демократичні реформи монархічно і антиреспубліканського налаштованого рейхсвера, який тривалий час був «державою в державі».
Пакт став надбанням громадськості в 1924 з показань Гренера на мюнхенському процесі за звинуваченням Еберта в зраді батьківщині.